# Hemicyclopora emucronata
Hemicyclopora emucronata is een mosdiertjessoort uit de familie van de Escharellidae. De wetenschappelijke naam van de soort is, als Discopora emucronata, voor het eerst geldig gepubliceerd in 1872 door Smitt.